# Puerto Ingeniero Ibáñez

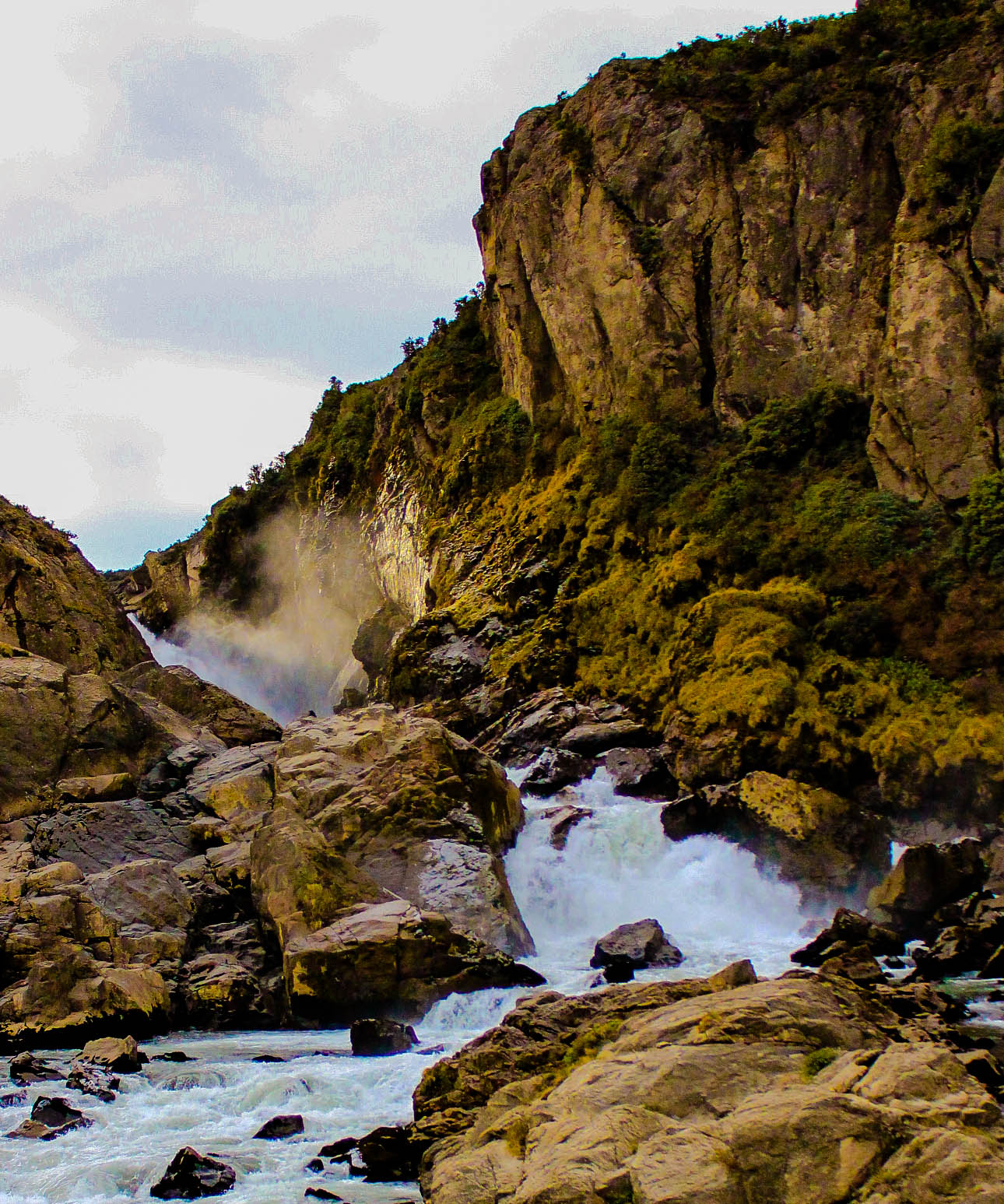
Saltos del río Ibáñez

Puerto Ibáñez es una localidad de la zona austral de Chile, ubicada en la Región de Aysén, en la ribera norte del lago General Carrera, en la desembocadura del río Ibáñez, a una distancia de 116 km aproximadamente de Coyhaique, la capital regional. Es un pueblo, que según el censo de 2017 tiene 764 habitantes, es la capital de la comuna de Río Ibáñez. Asimismo, la localidad se encuentra próxima a la frontera internacional con la vecina República Argentina.

## Economía
La principal fuente de economía de la zona radica en la ganadería y algunos cultivos agrícolas, ya que presenta una zona con un microclima especial influenciado por la presencia del Lago General Carrera, existe también artesanías típicas de la zona, como lana, y cerámicas utilitarias y decorativas hechos en greda y cacharros forrados en cuero de chivo, estas están decoradas con grecas que pertenecían a la cultura tehuelche (ancestros).

## Turismo
Esta zona como la mayoría de las localidades de la Región de Aysén, presentan grandes atractivos  naturales. En particular, en esta zona se ubica los imponentes Saltos del Río Ibáñez, a 5 km desde el pueblo, por la ruta que conduce a península Levican.
La Reserva Nacional Cerro Castillo, con sus imponentes cumbres destacable de sobremanera el Cerro Castillo, con una altitud cercana a los 3000 m s. n. m. y con presencia de nieve durante todo el año, además el paredón de las manos.
Monumentos arqueológicos, las manos de Cerro Castillo, que se encuentra a escasos km desde la localidad del mismo nombre, son vestigios de la cultura Tehuelche, instalada en tiempos anteriores en la zona.
En el mes de enero se desarrolla el Festival Internacional de Jineteadas y folclore más grande de Chile, convocando solo en esa fecha alrededor de 7000 visitantes, dando a conocer las tradiciones culturales, potenciando la economía local.

## Conectividad
Para acceder a la localidad se puede acceder vía terrestre desde Coyhaique, tomando la Carretera Austral, en dirección hacia el sur, y a los 90 km tomar el desvío hacia la localidad.
También se puede acceder vía lacustre, desde la localidad de Chile Chico, existiendo embarcaciones que navegan esta ruta diariamente, permitiendo el transporte de pasajeros y vehículos.

## Medios de comunicación

### Radioemisoras

#### FM
- 93.1 MHz - Radio Padre Antonio Ronchi

Radios Online
- Radio Padre Antonio Rochi

### Televisión
TDT
- 10.1 - TVN
- 10.2 - NTV
- 10.31 - TVN One Seg
- 12.1 - Canal 13 HD
- 12.2 - T13 En Vivo
- 12.31 - Canal 13 One Seg